# Jules Dufaure
Jules Armand Stanislas Dufaure né le 14 frimaire an VII (4 décembre 1798) à Saujon (Charente-Inférieure) et mort le 27 juin 1881 à Rueil-Malmaison (Seine-et-Oise), est un avocat et homme d'État français d'orientation libérale, plusieurs fois ministre sous la monarchie de Juillet, la Deuxième République et la Troisième République.

## Biographie

### Famille et jeunesse
Il est le fils de Pierre Stanislas Dufaure (1770-1858), officier de marine et maire de Grézac (Charente-Maritime, alors appelée « Charente-Inférieure »), et de Catherine de Chal (1776-1836).
Il suit ses études secondaires au collège des Oratoriens de Vendôme (à la même époque que Balzac), puis des études de droit à Paris. Reçu avocat, il s'inscrit au barreau de Saintes, puis à celui de Bordeaux (1820). Premier avocat à plaider sans avoir écrit d'avance sa plaidoirie, il ne tarde pas à acquérir une grande réputation.

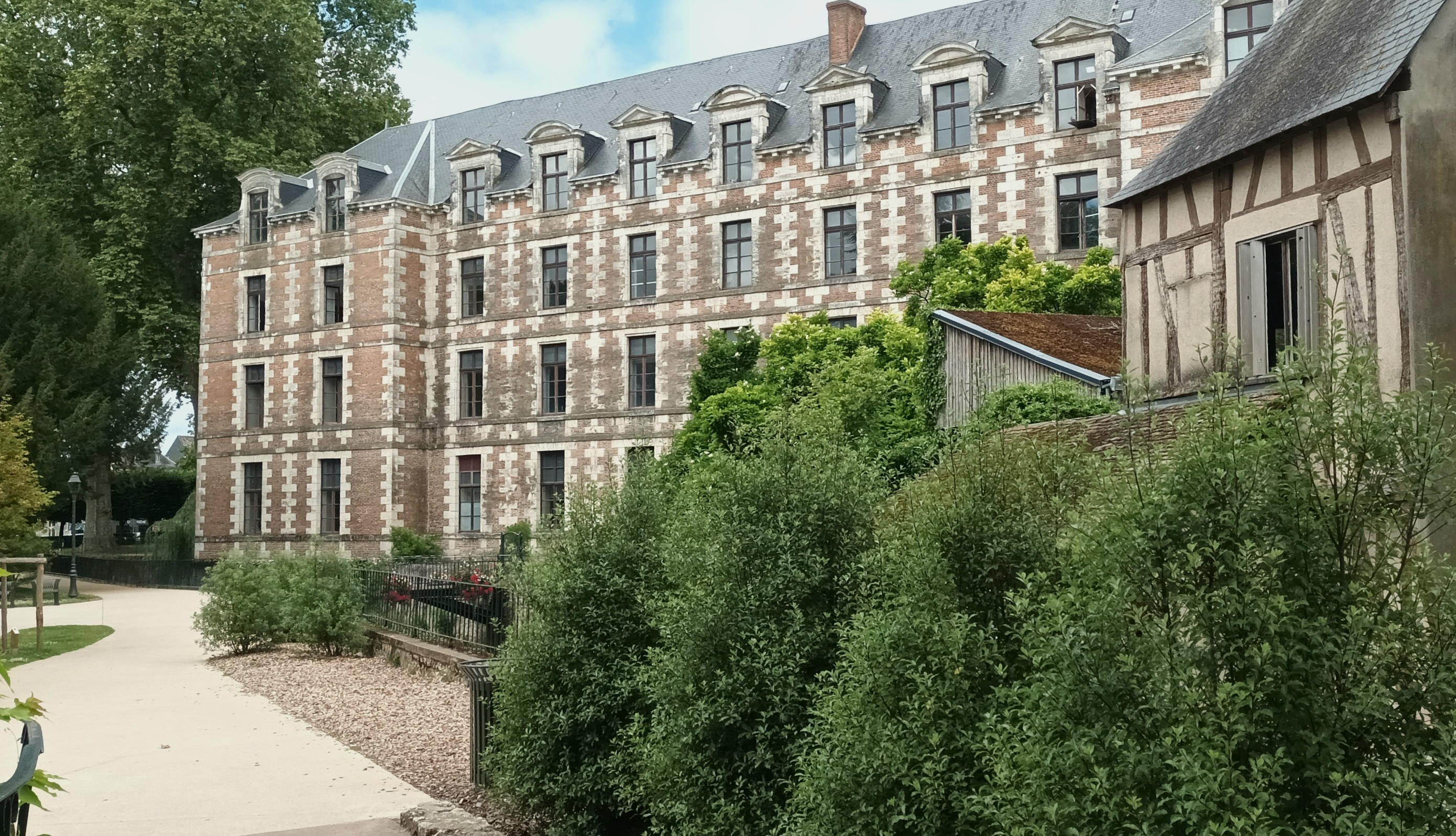
Façade sud du collège de Vendôme, où le jeune Jules Dufaure, avec Balzac, fut en pension.

Il épouse Claire Jaubert (1820-1878), fille de l'orientaliste Pierre-Amédée Jaubert ; de ce mariage, sont nés deux fils, Gabriel et Amédée, tous deux députés, et une fille, épouse d'Édouard de Monicault, officier de marine et fils d'Alexis de Monicault.

### Sous la monarchie de Juillet
Le 21 juin 1834, il est élu député libéral par le 7e collège électoral de la Charente-Inférieure (Saintes) ; il est réélu dans cet arrondissement jusqu'en 1848 : le 14 août 1836, le 4 novembre 1837, le 2 mars et le 8 juin 1839, le 9 juillet 1842 et le 1er août 1846. À la Chambre des députés, il siège avec le tiers parti, se fait bientôt remarquer comme orateur d'affaires et conquiert une haute situation parlementaire par ses discours à la tribune ou dans les bureaux par ses rapports.
En 1836, sous le ministère Thiers, il est nommé conseiller d'État et cette circonstance détermina le premier renouvellement de son mandat législatif. Il se retire, à la chute du cabinet, avec Thiers, dont il est devenu le collaborateur, et entre avec lui dans une farouche opposition au ministère Molé.

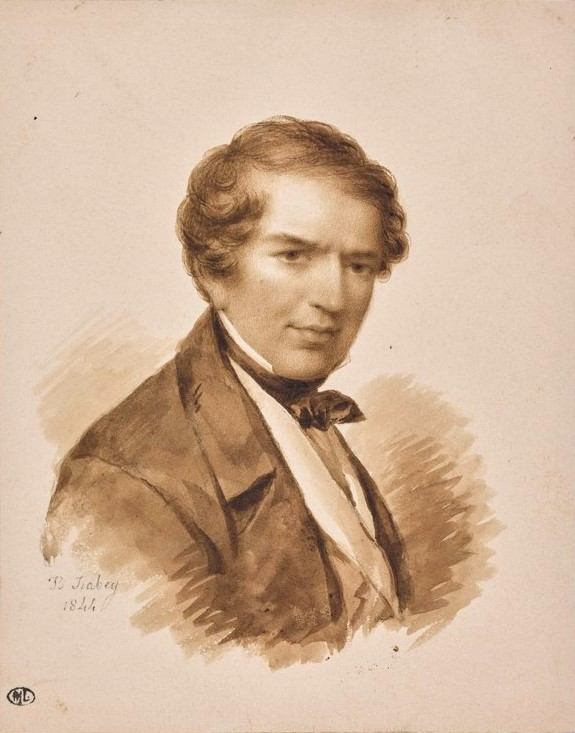
Dufaure portraituré par Jean-Baptiste Isabey en 1844.

À la chute de celui-ci, il brave la consigne de non-participation donnée par Thiers et entre le 12 mai 1839 dans le ministère Soult comme ministre des Travaux publics. Il soutient en cette qualité les grandes discussions qui s'ouvrirent au Parlement sur les modalités de réalisation des chemins de fer. Il quitte le ministère le 1er février 1840 et ne fait pas partie du second ministère Thiers, qu'il ne combat cependant pas. Néanmoins, il attaque vivement le projet de loi sur les fortifications de Paris. Il se signale également comme rapporteur du projet de loi sur l'expropriation pour cause d'utilité publique.
En 1842, il est nommé vice-président de la Chambre des députés avec l'appui du gouvernement ; il est renommé en 1845, mais cette fois grâce à l'appui de l'opposition. Il est rapporteur de la loi sur les chemins de fer de 1842 et joua un rôle déterminant dans le vote de la loi qui créa un tracé général de six lignes partant de Paris.
Louis Marie de Lahaye Cormenin évoque en ces termes son talent parlementaire : « Lorsqu'il demande la parole à la fin de la séance, c'est que la discussion s'égare et qu'il est temps de conclure. Il la prend, il la ramène dans ses voies ; il trace autour de ses débords les circonvallations puissantes de son raisonnement ; il dévide, il enroule ses preuves comme une ménagère fait tourner son fuseau sous ses doigts agiles ; ainsi il pousse ses fils dans toutes les directions ; il les rassemble, il les entre-croise et il en compose une maille si souple, si serrée et si forte que son adversaire enveloppé est obligé de mettre un genou en terre devant l'Assemblée et de s'avouer vaincu ».
En août 1846, Dufaure se rapproche politiquement d'Alexis de Tocqueville et de quelques autres députés (Francisque de Corcelle, Jean-Charles Rivet, Adolphe Billault). Ils créent ensemble le parti de la « Jeune Gauche ». Malgré son hostilité grandissante à la politique de Louis-Philippe en 1847, il blâme vivement la « campagne des Banquets » et, lorsque le ministère Guizot est mis en accusation par l'opposition dynastique, il lance aux ministres en passant devant leur banc : « Si vous aviez laissé faire le banquet, c'est alors que vous auriez mérité d'être mis en accusation ! ».

### Sous la Deuxième République et le Second Empire

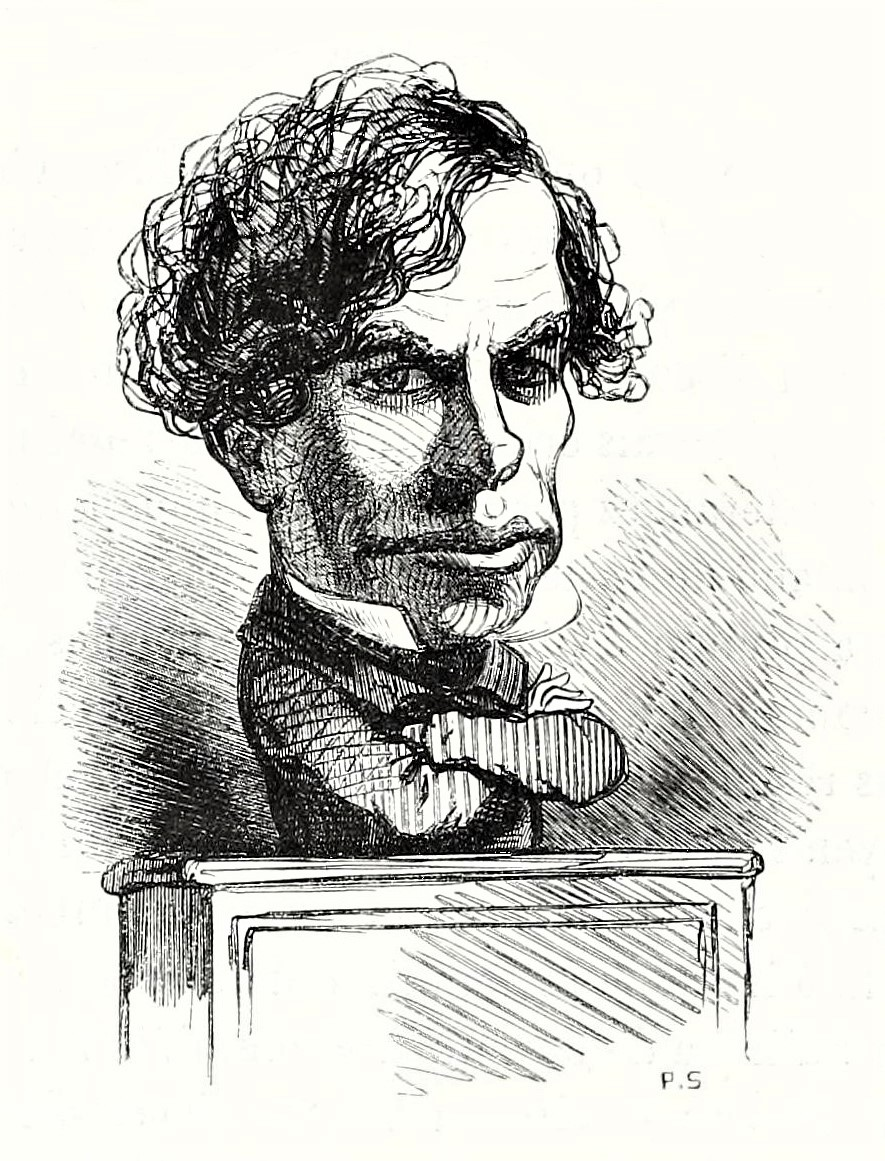
Dufaure caricaturé par Cham, 1850.

Dufaure accepte la proclamation de la République après la Révolution de 1848 et est élu le 23 avril 1848 représentant de la Charente-Inférieure à l'Assemblée constituante.
Du 13 octobre au 20 décembre 1848, il est ministre de l'Intérieur dans le gouvernement du général Cavaignac.
Du 2 juin au 31 octobre 1849, il est ministre de l'Intérieur sous la présidence de Louis-Napoléon Bonaparte.
Il se retire de la vie politique après le coup d'État du 2 décembre 1851, devenant membre du conseil de l'ordre puis bâtonnier du barreau de Paris. Il revient à la politique quelques années plus tard, en tant que membre de l'Union libérale. Malgré plusieurs échecs aux élections législatives — notamment en 1859, en 1862 et en 1867 — il continue de lutter contre Napoléon III lors de nombreux procès politiques mettant en cause des personnalités de l'opposition libérale ou républicaine tels que le duc d'Aumale, Prévost-Paradol et Émile de Girardin, ou encore lors du célèbre « Procès des Treize » en 1864. Il est également directeur de campagne de Thiers lors de son élection à Paris en 1869 et s'oppose au référendum plébiscitaire de Napoléon III en 1870.
Le 23 avril 1863, il est élu à l'Académie française en remplacement du duc Étienne-Denis Pasquier.

### Sous la Troisième République

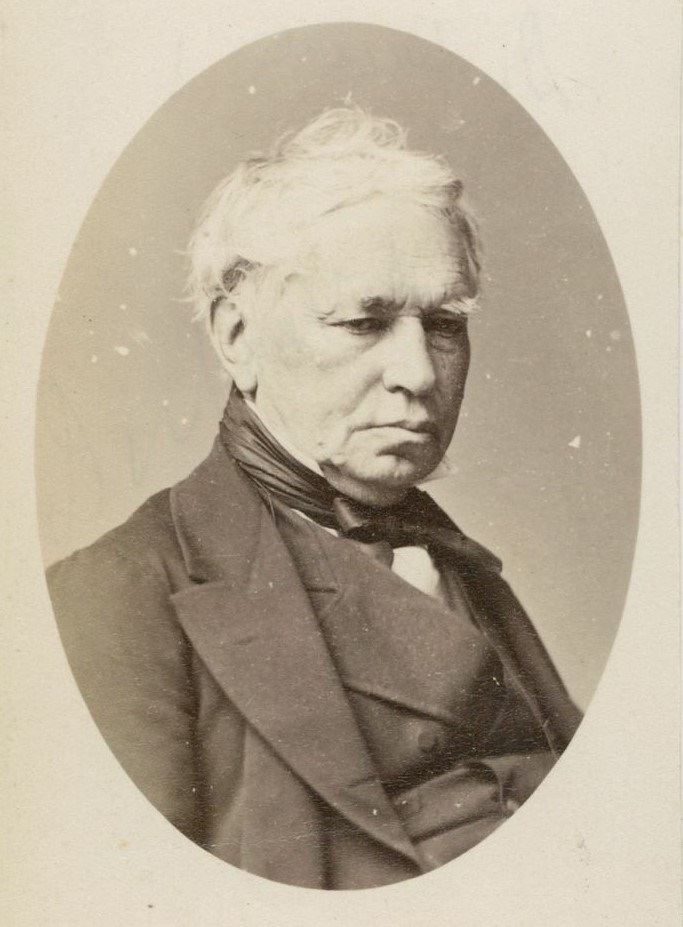
Dufaure photographié par Pierre Petit.

En 1871, il est élu député par cinq départements.
Député modéré en 1871, il est nommé ministre de la Justice et vice-président du Conseil de février 1871 à mai 1873.
Le premier gouvernement Jules Dufaure, aussi appelé « gouvernement de Versailles » a été le troisième gouvernement de la Troisième République naissante, en France, du 19 février 1871 au 18 mai 1873. Il est dirigé par Jules Dufaure en tant que « vice-président du Conseil des ministres », sous l'autorité du chef du pouvoir exécutif, Adolphe Thiers, devenu, après août 1871 (loi Rivet), président de la République.
Bien que de courte durée son action marqua profondément l'histoire de France. En effet, avec l'appui de l'armée régulière, il doit alors affirmer son autorité sur l'ensemble du territoire français lors de la guerre civile qui l'oppose aux communes insurrectionnelles, dont la commune de Paris. Ces dernières, militairement organisées autour de la garde nationale, sont vaincues à la suite de la campagne de 1871 à l'intérieur ce qui permet à la démocratie représentative de s'imposer durablement face aux volontés de démocratie directe.
Le deuxième gouvernement Jules Dufaure a été le quatrième gouvernement de la Troisième République encore provisoire, du 18 mai 1873 au 24 mai 1873. Il a été dirigé par Jules Dufaure en tant que « vice-président du Conseil des ministres », sous l'autorité du président de la République Adolphe Thiers.
Jules Dufaure est ministre de la Justice dans le cabinet Buffet en 1875. C'est en tant que garde des Sceaux qu'il a contribué à la création du droit administratif français : lors d'une séance du Tribunal des conflits durant laquelle les voix se partageaient, il a dû voter et a choisi la compétence du Conseil d'État et non de la Cour de cassation. L'arrêt en question est aujourd'hui connu sous le nom d'arrêt Blanco rendu le 8 février 1873, il est considéré comme l'arrêt fondateur du droit administratif français.
Il est élu sénateur inamovible en août 1875.

La commission des Trente présidée par Batbie, en mars 1874, réunie dans une des salles du musée de Versailles, d'après un dessin de G. Janet et un croquis de Pelcoq gravure Amédée Daudenarde.

Dufaure est vice-président du conseil pour la troisième fois en février 1876, puis nommé président du Conseil en mars : c'est le quatrième gouvernement Dufaure de mars à décembre 1876. Il est le premier sous la Troisième République à porter ce titre.
Il est de nouveau président du conseil en décembre 1877 après la crise du 16 mai avec le triomphe de la coalition républicaine. En janvier, il est confronté à une nouvelle majorité, hostile, qui lui demande d'épurer certaines administrations. Après la mort de Thiers, Dufaure devient le chef de l'aile modérée du bloc des gauches qui oblige Mac Mahon à « se soumettre ».
Avec son Gouvernement il assurera encore l'intérim de ce dernier le 30 janvier 1879, jour de l'élection du président Jules Grévy.
Les 14 mois du cinquième gouvernement Dufaure constituent une année de calme relatif, avec la tenue de l'Exposition universelle de 1878 et le congrès de Berlin. Mais endeuillé par la disparition de son épouse et âgé de 80 ans à la fin de l'année 1878, Dufaure préfère se retirer lors de la démission de Mac Mahon en janvier 1879, à la suite de l'ultimatum posé concernant l'épuration de la fonction publique et en particulier du commandement militaire.

## Mandats électifs
- 1834 : député de la Charente-Inférieure, élu à Saintes
- 1842 : vice-président de la Chambre
- 1845 : vice-président de la Chambre
- 1848 : représentant de la Charente-Inférieure à l'Assemblée constituante
- 1848 : député de la Charente-Inférieure à l'Assemblée nationale
- 1871 : député de la Charente-Inférieure
- 1876 : député de la Charente-inférieure, élu à Marennes
- 1876 : sénateur inamovible

## Fonctions ministérielles
- Gouvernement Soult (2) : ministre des Travaux publics
- Gouvernement Cavaignac : ministre de l’Intérieur (13 octobre 1848 - 20 décembre 1848)
- Gouvernement Barrot (2) : ministre de l’Intérieur
- Gouvernements Dufaure (1) et Dufaure (2) : président du Conseil des ministres et ministre de la Justice
- Gouvernement Buffet : ministre de la Justice
- Gouvernements Dufaure (3) et Dufaure (4) : président du Conseil des ministres et ministre de la Justice
- Gouvernement Dufaure (5) : président du Conseil des ministres et ministre de la Justice

## Distinctions
- Bâtonnier du barreau de Bordeaux 1830-1832
- Bâtonnier du barreau de Paris 1862-1864
- Élu en 1863 à l'Académie française